# Kobresia condensata
Kobresia condensata är en halvgräsart som först beskrevs av Georg Kükenthal, och fick sitt nu gällande namn av S.R.Zhang och Henry John Noltie. Kobresia condensata ingår i släktet sävstarrar, och familjen halvgräs. Inga underarter finns listade i Catalogue of Life.